# Scoresby Sund
Scoresby Sund i Østgrønland er verdens længste fjord, 350 km lang.
Ved fjorden, som er opkaldt efter William Scoresby, ligger Ittoqqortoormiit (dansk navn: Scoresbysund) samt Itterajivit (dansk: Kap Hope) og Uunarteq (dansk: Kap Tobin).
Den sydlige kyst har store stejle fjelde. Fjordens sydkyst markerer det økologiske systems overgang fra det høje arktiske til det centrale arktiske.
Inde i det store fjordsystem er klimaet mere beskyttet. Hvaler, delfiner, polarharer, moskusokser og søfugle kan ofte observeres, og store isbjerge kælves hvert år i fjorden fra flere gletsjere.
Milne Land er den største ø i Scoresby sund og på størrelse med Fyn.